# ブシロードグループ
ブシロードグループ（英: Bushiroad Group）は、株式会社ブシロードを中心とした企業グループ。2025年7月現在のグループ会社数はブシロードを含め14社（及びブシロード持分適用関連会社2社）となっている。

## 概要
グループ全体（持分法適用関連会社含む）で展開している事業は、カードゲーム事業を筆頭に、アニメ製作出資、ゲーム（コンシューマ・PC・モバイル）、広告代理店、出版、音響・インターネットラジオ、映像（実写・アニメ）、映画配給、キャラクターグッズ、プライズ、音楽、声優マネージメント、プロレス、ミュージカル、イベント運営（事務局受託）、クレジットカードなど、エンターテイメントジャンルを中心に多岐に渡る。
このグループ構成から、メディアミックス展開の多くを自前で賄うことが可能となっており、『IPディベロッパー』と称している。特に探偵オペラ ミルキィホームズシリーズ、BanG Dream!などにおいては、原案・企画から、コミカライズ・主演声優のマネジメント・関連ライブイベントの企画主催・音楽制作・コンシューマゲーム企画販売・スマートフォンゲーム企画配信・カードゲーム企画販売・グッズ企画販売・実写テレビ番組制作・ラジオ番組制作・劇場版配給に至るまで広範囲を半独占的に行っている（ただし上記の一部は、ポニーキャニオンなどグループ外の大手企業などと共同名義で制作しているものもある）。
2019年のグループ全体におけるIPの売り上げトップ3は、BanG Dream!プロジェクト、新日本プロレス（≠新日本プロレスリング株式会社）、カードファイト!! ヴァンガードであり、各40億円を超えている。これらのIPのうち、いずれかで100億円にするのが目標となっている。
2025年時点のIP売上トップ3（40億円超）は、BanG Dream!、ヴァイスシュヴァルツ、カードファイト!! ヴァンガードとなっている。以降、新日本プロレス、スターダム、PalVerse（いずれも自社IP）が続く。

## 略歴
2007年5月18日、株式会社ブロッコリー創業者で元社長の木谷高明が、カードゲームを開発・販売する目的で株式会社ブシロードを設立。
2009年3月6日にスピンアウトカンパニーとして、初のグループ企業である株式会社響（初代。後の株式会社ブシロードメディア、現解散）を設立。インターネットラジオ事業及びタレントマネージメント事業に参入する。
2010年11月には、初の海外法人となるシンガポール現地法人Bushiroad South East Asia Pte., Ltd.（現・Bushiroad International Pte. Ltd. ）を設立、シンガポール国内のみならず、ブシロードの海外事業全般を統括する役割を担っている。更に2014年8月からは木谷が駐在して直接指揮を行っており、ブシロードグループにとって重要なグローバル拠点となっている。
2011年12月27日、木谷の資産管理会社にして、株式会社ブシロードの株式を100%保有していた有限会社ナカ企画が、株式会社ブシロードグループパブリッシング（以下、ブシロードGP）に商号を変更、名実ともに同社を純粋持株会社とし、株式会社ブシロードを中核事業会社とする体制となった。
2012年1月31日、ブシロードGPが新日本プロレスリング株式会社を買収、また同年7月には同社と共同でブシロードクラブを設立しレスリング選手の育成を行っている。
同社5月、アメリカ合衆国現地法人Bushiroad USA Inc.を設立。
同社10月1日、株式会社響ミュージック（現・株式会社ブシロードミュージック）を設立、音楽事業に参入。
2013年6月1日、広告代理店事業本格展開に伴い、株式会社響を株式会社ブシロードメディアに商号変更。
同年、ブシロードGPを株式会社ブシロードが吸収合併、株式会社ブシロードが事業持株会社となる。
2014年10月、ドイツ現地法人Bushiroad Europe GmbHを設立。
2016年5月、株式会社アルカードを買収し、株式会社ブシロードクリエイティブとして、グループ入り。
同年8月、キックボクシング興行を立ち上げるため、株式会社キックスロードを設立。
同年9月29日、株式会社響（2代目。現・株式会社ブシロードムーブ）を設立、グループ10社体制となる。
2017年10月20日、代表の木谷が、株式会社ブシロードの社長及び代表権を返上、株式会社ブシロード取締役デジタルコンテンツ部本部長・広報宣伝部部長 兼 株式会社ブシロードミュージック代表取締役社長に就任（株主総会での承認）。ブシロードの新しい代表は、橋本義賢。
2019年7月、株式会社KADOKAWA・株式会社キネマシトラスの間でアニメーション制作に関する包括的業務提携を締結。
同年10月、株式会社ソプラティコの株式の一部を取得し、同子会社株式会社劇団飛行船と資本業務提携。
同年12月、スターダム興行権を買収し、株式会社キックスロードを株式会社ブシロードファイトに商号変更。また、株式会社キネマシトラスを持分法適用関連会社化。
2020年2月、株式会社響を株式会社ブシロードムーブに商号変更の上、同社に株式会社ブシロードメディアの広告代理店事業を承継。また、株式会社ソプラティコの全株式を取得し、同社及び株式会社劇団飛行船を完全子会社化。
同年4月、株式会社ブシロードミュージックより、音楽著作権管理事業を会社分割し、株式会社ブシロードミュージック・パブリッシングを設立、同時に新社の株式を株式会社ブシロードミュージックから株式会社ブシロードへ移管。
同年6月19日、株式会社ブシロードの代表取締役社長の橋本はそのままに、木谷が新たに代表取締役会長へ就任。
同年9月1日、株式会社ソーシャルインフォの全株式を取得し、連結子会社化。
2021年4月1日付で、株式会社フロントウイングラボの発行済株式50.625%を取得し、連結子会社化。

## 主要グループ企業と担当部門
株式会社ブシロード 戦略と事業体系図及び株式会社ブシロード グループ会社を元に作成。独立記事が無い企業についてはここに事業の概要も記載する（記事がある企業はリンク先を参照）。2022年8月12日発表、中期経営計画に基づき最新化。
日本のグループ企業は、多くが本社事務所を住友中野坂上ビルに置いている。

### エンターテイメント事業

#### 株式会社ブシロード
（グループ中核・事業持株会社）
ブシロードユニット
- トレーディングカードゲーム
- ゲーム事業（ブシロードゲームズ）
- IPの企画・開発・プロデュース

#### 株式会社ブシロードクリエイティブ
MDユニット
- グッズの企画・製造・販売
  - ECサイト「Bushiroad Online Store」（2021年8月5日開設）
  - カプセルトイ
「渡辺直美コレクションフィギュア」「コレジャナイ寿司」など、カプセルトイ自動販売機向けグッズ。現在は「TAMA-KYU（たまきゅう）」ブランドで展開。
  - キャラクターグッズ
「ラバQ」など
  - グッズ販売イベントの企画、運営
  - ボードゲームブランド「TERIYAKI GAMES」
  - 健康食玩（「新日本プロテイン」など）
  - （廃業）Vtuberプロダクション「いろどり芸能郵便社」

略歴
- 2015年2月27日 - ブシロード商品専門の卸売業・株式会社アルカードとして、埼玉県蕨市に設立。
- 2016年
  - 5月 - ブシロードが資本参加。
  - 8月 - 現商号となり、本社を住友中野坂上ビル1階に移転。
  - 秋 - マーチャンダイズ事業を本格展開開始。
- 2018年10月頃（正確な日付不明） - 資本金を900万円から4,900万円に増資。
- 2021年7月 - ブシロードより、従来よりブシロード直轄だったMD事業（ライブグッズ、イベント・ライブ会場での物販業務など）を吸収分割で承継。
- 2022年7月 - ブシロードメディアを吸収合併[11]。
- 2023年7月 - 書籍出版事業及びIPに関する業務を分社化し、「株式会社ブシロードワークス」を設立、同時に新社全株式を株式会社ブシロードに交付[12]。
- 2025年7月 - ブシロードウェルビーを吸収合併[13]。

#### 株式会社ブシロードワークス
メディアコンテンツユニット
- 知的財産権（IP）の創出
- 雑誌・書籍の出版
  - 「月刊ブシロード」など
- コミックWEB サイトの企画・運営
  - 「コミックグロウル」の運営

略歴
- 2023年7月 - ブシロードクリエイティブの書籍出版事業及びIPに関する業務分社化に伴い設立、同時に新社全株式を株式会社ブシロードに交付[12]。

#### 株式会社ブシロードムーブ
メディアコンテンツユニット
- 広告代理店
- コンテンツ企画製作
- エンタテインメントの宣伝協力事業
- イベント制作
- 音響・映像制作
  - 音響制作
  - 音響制作スタジオ貸出
  - インターネットラジオ等
  - テレビ等映像制作
- 声優事務所「響」
- クレジットカード「ブシロードカード」

#### 株式会社ゲームビズ
メディアコンテンツユニット
- 情報サイトの運営
  - コンピュータゲーム情報サイト「gamebiz」（旧「Social Game Info」）
  - アニメニュースサイト「Anime Recorder」
- 広告代理業

#### 株式会社ブシロードミュージック
ライブエンタメユニット
- 音楽コンテンツの企画、制作、管理
- ライブやイベントの制作、運営

#### 株式会社劇団飛行船
ライブエンタメユニット
- マスクプレイミュージカルの企画・制作・公演事業等。
- また、ブシロードグループ入り前の2016年に2.5次元ミュージカルの上映などを行う映劇株式会社を合併しており、「映劇ライヴエンタテイメント」というサブブランドとして継承している。

- 親会社であったソプラティコ（現・ブシロードウェルビー）の一部株式取得により、2019年10月1日付で資本業務提携を締結[15]。
  - 更に2020年2月3日付で、ソプラティコの全株式を取得したことにより、完全子会社化（孫会社）・ブシロードグループ入り[16]。2022年4月1日付でブシロードの直接の子会社に異動[17]。

### スポーツ事業

#### 新日本プロレスリング株式会社
スポーツユニット
- 興行
  - プロレスリングの興業
- MD
  - グッズの企画、販売
- コンテンツ
  - 映像コンテンツの制作、配信
  - ファンクラブの運営

#### 株式会社スターダム
スポーツユニット
- 興行
  - 女子プロレスリングの興行
- MD
  - グッズの企画、販売
- コンテンツ
  - 映像コンテンツの制作、配信

略歴
- 2016年8月1日 - ブシロードグループが新規起業したキックボクシング「KNOCK OUT」の興行会社、株式会社キックスロードとして創業。
- 2019年12月1日 - 女子プロレスリング「スターダム」興行権を買収し、株式会社ブシロードファイトに商号変更。
- 2020年6月15日 - KNOCK OUTを株式会社Def Fellowに事業譲渡することを発表[18]。
- 2024年6月28日 - 全発行済株式が株式会社ブシロードから新日本プロレスリング株式会社へ異動（ブシロードの子会社から孫会社へ）すると共に、株式会社スターダムに商号変更[19]。

## 日本国外現地法人
海外現地法人は、BIユニットと国内法人の各ユニットをかけ合わせる形で事業を行っていたが、2024年にBIユニットを廃した上で、海外法人は基本的に特定のユニットに属さない形に変更されたが、2025年8月に再びBI ユニットに属するよう変更された（韓国法人および新日本プロレスアメリカ法人を除く）
- Bushiroad International Pte. Ltd.
  - 旧商号：Bushiroad South East Asia Pte. Ltd.（2017年8月変更）
  - 代表：平良俊一
  - シンガポール現地法人としての役割に加え、ブシロード海外事業統括を担っており、連結子会社に含まれる。
  - 海外事業全般を統括しているからなのか詳細は不明であるが、日本国内の法人番号[注 2]を割り振られており、国内法人同様、住友中野坂上ビルに日本事務所を置いている形で申請されている。
- Bushiroad USA Inc.
  - 代表：手塚要
  - アメリカ合衆国現地法人で、持分法適用非連結子会社（議決権は100%）[20]で、エンターテイメント事業BIユニットに属する。
  - メキシコ合衆国にもオフィスがある。
- New Japan Pro-wrestling of America, Inc.
  - 新日本プロレスリングのアメリカ合衆国現地法人。
  - 代表：棚橋弘至
- Gorin Technical Industry (Malaysia) Sdn Bhd
  - マレーシアで、印刷製造・パッキング部材の製造を行っている。
  - 株式会社エス・ワイ・エス（東京都台東区）の完全子会社だったが、2024年4月3日付でBushiroad International Pte. Ltd.が75%の株式を取得し、同社およびブシロードの連結子会社となり、グループ入り。以前よりTCG海外版製品の一部を製造委託していた[21]。
  - 同社連結子会社のWorld Card Products (Singapore) Ptd.Ltd.も合わせて、ブシロードの連結対象に含まれているが[22]、公式サイトのグループ会社一覧には記載されていない。
  - 代表：関戸邦洋
- 株式会社ブシロードアジア
  - 代表：朴性俊。大韓民国現地法人兼アジア地域でTCGの販売会社として、2024年9月6日に設立を公表（公式サイトには設立「2024年9月」とあるが、日付が6日かは不明）。ブシロードからの資本割合などは設立発表時点では公表されていない[23]。
  - 2025年7月からは株式会社ブシロードと共に「ブシロードユニット」に属する。

## その他関連会社
ブシロード企業情報サイトのグループ会社ページには記載が無いが、ブシロードの関連会社として存在することが明らかな企業。
持分法適用会社
- 株式会社キネマシトラス
  - アニメーション制作。2019年12月2日付で株式の31.8%を取得し持分法適用関連会社化[24]。株式会社KADOKAWAも同時に同額を出資しており、同社の持分法適用関連会社にもなっている。
  - 熱風海陸ブシロード、少女☆歌劇 レヴュースタァライト、カードファイト!! ヴァンガード overDressのアニメーション制作を担当している。
- 株式会社リンガ・フランカ
  - 株式会社IGポートの連結子会社。電子コミック配信「マンガドア」運営。2020年6月1日付で資本提携、株式の50%を取得し、持分法適用関連会社化[25]。
  - 提携後、月刊ブシロードとの連動や、BanG Dream!のボイスコミックなどで連携している。
  - 2023年6月期の有価証券報告書には、関連会社として記載されておらず[26]、同社は2023年10月に解散した。なお、同社の代表取締役社長だった新福恭平は、リンガ・フランカ清算決定の報告にブシロードへ行った際、木谷から提案を受けて、ブシロードワークスの代表取締役社長に就任した[27][28]。

その他
- 株式会社中野坂上
  - 正式にはグループ会社として含まれないが、ブシロード第二位株主で、ブシロードグループパブリッシング（ナカ企画）解散後の木谷家資産管理会社[29]であり、実質的に持株会社。

## 出資先
関連会社には含まれないがブシロードが出資及び提携している企業（有価証券報告書によれば情報収集を目的として少額出資している企業があるが割愛する）。
- 株式会社サンジゲン
  - アニメーション制作会社。2019年12月20日付で株式の8.2%を取得し、資本提携[30]。BanG Dream!やD4DJのアニメーション制作を担当している。
- 株式会社ブロッコリー
  - 先述の通り、かつて木谷が当グループ設立前に経営していた企業。
  - 2019年9月から12月にかけて、協力関係を築く事を目的として、同社株式計3.89%を取得[31]。
  - 2020年11月27日付で、資本業務提携を発表[32]。2021年6月より、かつてのブロッコリーの代表的IPだった『デ・ジ・キャラット』のリブート企画（誕生24周年記念プロジェクト）「令和のデ・ジ・キャラット」共同展開を開始した。
  - 同社が他社の連結子会社となって上場廃止する計画を発表したことを受け、保有の合理性を検証し、全株を売却したことが2023年6月期の有価証券報告書で報告された[26]。
- SHOWROOM株式会社
  - 2022年3月1日、資本業務提携を発表、まずはスターダムの動画アーカイブのNFT化を検討する[33]。
- チームジョイ株式会社
  - 中華人民共和国発映画作品の日本での配給など。
  - 2022年4月25日、資本業務提携を発表、2022年5月31日付で第三者割当増資をブシロードが引き受ける形で行われる[34]。
  - 提携前の2021年に『白蛇: 縁起』をブシロードムーブと共同配給している。
- 有限会社遊宝洞
  - 2024年1月9日、ブシロードが遊宝洞の株式16.7%を取得して、資本業務提携を発表[35]。
  - 元々、『ヴァイスシュヴァルツ』や『カードファイト!!ヴァンガード』などのカードデザインを担当しており、創業当初から関係性がある。

- 株式会社フロムトーキョー
  - 2024年11月1日、ブシロードが第三者割当増資を引き受ける形での、資本業務提携を発表（実施日付や株式割合等は公表されていない）[36]。
  - 元々、『バンドリ! ガールズバンドパーティ!』開発を行っていたCraft Eggの代表取締役社長だった森川修一が新たに興した会社で、Craft Egg撤退・親会社への統合後に、単独で開発運営を担っているブシロードと業務提携を結んだことを2024年2月27日に公表[37]、バンドリ! ガールズバンドパーティ!の開発について協力体制を組んでおり、その関係を強化する目的で資本提携に拡大した。

## 過去のグループ企業
- 株式会社ブシロードグループパブリッシング

  - 純粋持株会社
  - 2013年、ブシロードに吸収合併され、解散[38]。
- 株式会社ファーストクリエイティブ
  - 温泉施設「狭山の湯 和の国」（埼玉県狭山市）の運営など[39]。ソプラティコ（現ブシロードウェルビー）の連結子会社であり、同社買収に伴い、劇団飛行船と共にブシロードの連結子会社にもなっていたが[40]、ごく一部の資料を除き記載は省略されていた。
  - 2020年11月1日付で、ソプラティコに吸収合併され解散[41]。
- Bushiroad Europe GmbH
  - ドイツ現地法人。
  - 2019年6月21日にリニューアルされたブシロード企業サイトから記載が消滅し、有価証券報告書には持分法適用子会社として記載され続けていた[20]が、2020年12月22日付で清算されている[42]。
- 株式会社ブシロードメディア

  - メディア部門
    - 雑誌・書籍制作
月刊誌「月刊ブシロード」を始めとした、書籍類の出版編集
      - 商品企画制作

  - 2022年7月1日付でブシロードクリエイティブに吸収合併されて解散。
- 株式会社アルゴナビス

  - TCGユニット
    - IP「from ARGONAVIS」の運営

  - 2022年2月1日付で、ブシロード及びブシロードミュージックより共同新設分割方式によって、両社が担っているメディアミックスプロジェクト「from ARGONAVIS」（旧ARGONAVIS from BanG Dream!）に関わる業務を分社化する形で設立[43]、更に翌2月2日付でブシロードミュージックに割り当てられる新社の株式を株式会社ブシロードに現物配当し、ブシロード直接保有100%完全子会社とした[44]。
  - 2024年7月1日付でブシロードミュージックに吸収合併されて解散した[45]。
- 株式会社フロントウイングラボ
  - デジタルコンテンツユニット
    - アニメーションの企画・プロデュース事業

  - 略歴
    - 2018年9月10日 - アダルトゲーム開発等を行うフロントウイングの関係会社として、アニメやゲームを企画する会社として設立
    - 2019年3月14日 - アニメ映画「グリザイア：ファントムトリガー」の公開にあたり、ブシロードと業務提携[46]
    - 2020年11月26日 - ブシモよりスマートフォンゲーム「グリザイア クロノスリベリオン」リリース（2021年8月31日サービス終了）
    - 2021年
      - 4月1日 - ブシロードの連結子会社化
      - 7月 - アニメ「ぼくたちのリメイク」を“フロントウイング”の名でプロデュース

    - 2024年
      - 9月20日 - ブシロードとの資本提携の解消およびグッドスマイルカンパニーと資本業務提携を締結し同社グループへの参入を発表[47]
      - 9月30日 - ブシロードが保有株式の全てをフロントウイングへ譲渡[48]
- 株式会社ブシロードミュージック・パブリッシング
  - ライブエンタメユニット
    - 音楽著作物の著作権に関する管理
    - 音楽著作物の利用の開発
    - 楽譜の出版

  - 2020年4月1日に、ブシロードミュージックの音楽著作権に関する事業を分社化して設立、同時にブシロード直接の子会社へ異動。
  - 2025年1月1日付で、ブシロードミュージックに吸収合併され解散[49]。

- 株式会社ブシロードウェルビー

- - MDユニット
    - 健康食玩の販売。
「新日本プロテイン」など

  - 2004年に株式会社ソプラティコとして創業し、北海道小樽市本社を置き、フィットネスクラブを展開していた。
  - 2014年3月に映劇株式会社（のちの 株式会社劇団飛行船 映劇ライヴエンタテイメント）を、2015年10月には株式会社劇団飛行船を買収。
  - 2020年2月3日付で、全株式を取得して、完全子会社化・ブシロードグループ入り[16]。
    - 本買収は先述の通り、劇団飛行船との資本業務提携が主旨であるが、劇団飛行船の株式では無く、同親会社であるソプラティコの株式を買収することにより、ソプラティコの事業とブシロードグループ各事業と掛け合わせた業態やスタジオプログラムを開発するなどして、ライブIPセグメントの拡充を図る[16]。

  - ブシロードグループとしてヘルスケア事業に本格的に進出することから、グループの一体感を高めることを目的として、2022年4月1日付で「株式会社ブシロードウェルビー」に商号変更するとともに、本社を住友中野坂上ビルに移転[50]。同時に劇団飛行船の株式を株式会社ブシロードに譲渡[17]。
  - 連結子会社化直後から新型コロナウイルス感染症の拡大による会員数減少や価格高騰による運営コスト上昇の影響により、フィットネス事業とブシロードグループとの相乗効果が期待値まで出せなかったことから、2023年6月30日付で、新生「株式会社ソプラティコ」(北海道小樽市)として分社化の上、新社全株式を大場に譲渡（同時に大場は劇団飛行船会長を除く、ブシロードグループの役職を離任）し、ブシロードグループはフィットネス事業から撤退、またこれに伴いグループのスポーツ＆ヘルスケア事業セグメントは、スポーツ事業に戻された[51]。その後、MDユニットに移された。
  - 2025年7月1日付で、ブシロードクリエイティブに吸収合併され、解散した[13]。

## その他グループと関係性が特に深い企業
現在
- 株式会社KADOKAWA - 出版物の販売委託、同社出身の安田猛がブシロードメディア社長を務めていたことがある、キネマシトラスと3者でのアニメーション制作の包括的業務提携、キネマシトラスへの共同出資、その他複数の大規模IPでの連携（製作委員会等）など。
- 株式会社ポニーキャニオン - 探偵オペラミルキィホームズ（途中参加）・少女☆歌劇 レヴュースタァライトなどのIP、かつての響ミュージック（現・ブシロードミュージック）のCD販売委託、ソロアーティストとして声優事務所響所属の愛美（2011–2015）・三森すずこ（2013–）のプロデュースなど。
- 株式会社アリア・エンターテインメント（Elements Garden・S） - 探偵オペラ ミルキィホームズ（途中参加）、BanG Dream!、D4DJ（一部ユニット）などにおける音楽制作の全面プロデュース（Elements Garden）、キャスティング（S）など繋がりが強い。
- 株式会社エースクルー・エンタテインメント - BanG Dream!・D4DJにおいて、制作・キャスティング両面における協力体制が非常に強い。その他作品での音楽制作など。また、同社代表の都田和志がブシロードに出向していたこともある。
- 学校法人上野学園 (東京都) - 同学園の講堂である「石橋メモリアルホール」をブシロードミュージックが取得（2022年春より「飛行船シアター」として劇団飛行船が運営開始）、同時に同学園との産学連携を行うことを発表。

過去
- KLab株式会社 - ラブライブ! スクールアイドルフェスティバル（配信終了済）の開発元で、ブシロードとそれぞれ共同事業契約を結んでいた。後に配信されたラブライブ! スクールアイドルフェスティバル2（配信終了済）にはKLabは関与していなかった。
- 株式会社バンダイナムコフィルムワークス（サンライズ） - ラブライブ!シリーズの版権開発元で、ラブライブ! スクールアイドルフェスティバル ALL STARS（配信終了済）の運営について、ブシロードと共同事業契約を結んでいた。なお、ラブライブ! スクールアイドルフェスティバル2では、バンダイナムコフィルムワークスは“協力”に留まっていた。
- 株式会社Craft Egg - バンドリ! ガールズバンドパーティ!の開発元で、ブシロードと共同事業契約を結んでいたが、Craft Eggが2024年1月に撤退し、4月で会社解散したため解消。